# ゲルハルト・シュタイデル
ゲルハルト・シュタイデル（1950年11月22日 - ）は、ドイツの印刷業者および出版社の経営者で、出版社シュタイデルの創設者である。2020年、国際グーテンベルグ協会とマインツ市のグーテンベルグ賞を受賞。

## 生活と仕事
ゲルハルト・シュタイドルは、ドイツのゲッティンゲンで生まれ育つ。彼の父は地元の新聞の印刷機の清掃員であり、シュタイドルは幼い頃から印刷の技術的側面に関心を持っていた。10代の頃、彼の写真の1枚がブレヒトの『Mann ist Mann』の制作を宣伝するポスターに使用されたことが、彼の印刷業界でのキャリアへのきっかけとなった。
1960年代後半、シュタイドルはゲッティンゲンにシュタイドル社を設立した。この会社は、出版社スカロの倒産後、写真集を出版するようになった。彼はハーフトーンホテルと呼ばれるゲストハウスも所有しており、各部屋には彼の会社が印刷したアーティストの名前が付けられている。
2020年、ゲルハルト・シュタイドルは、国際グーテンベルク協会とマインツ市のグーテンベルク賞を受賞した。

## 映画
- 世界一美しい本を作る男 ―シュタイデルとの旅―（2010） – シュタイデルに関するドキュメンタリー[5]